# Redmond, Western Australia
Redmond är en ort i Australien. Den ligger i kommunen Albany och delstaten Western Australia, omkring 370 kilometer sydost om delstatshuvudstaden Perth.
Runt Redmond är det mycket glesbefolkat, med 3 invånare per kvadratkilometer.. Närmaste större samhälle är Grasmere, omkring 18 kilometer söder om Redmond.